# GNU Octave
GNU Octave — система для виконання математичних розрахунків, що надає інтерпретовану мову, багато в чому сумісну з Matlab. GNU Octave може використовуватися для розв'язування лінійних, нелінійних та диференціальних рівнянь, обчислень з використанням комплексних чисел і матриць, візуалізації даних, проведення математичних експериментів.
Вона є зручним командним інтерфейсом для розв'язування лінійних і нелінійних математичних завдань, а також проведення інших арифметичних експериментів, використовуючи мову, в більшості випадків, сумісну з MATLAB. Крім того, Octave можна використовувати для пакетної обробки. Мова Octave оперує арифметикою дійсних і комплексних скалярів і матриць, має розширення для розв'язування лінійних алгебраїчних рівнянь, знаходження коренів систем нелінійних алгебраїчних рівнянь, роботи з поліномами, розв'язування різних диференціальних рівнянь, інтегрування систем диференціальних і диференціально-алгебраїчних рівнянь першого порядку, інтегрування функцій на скінченних і нескінченних інтервалах. Цей список можна легко розширити, використовуючи мову Octave (або використовуючи динамічно завантажувані модулі, створені на мовах C, С++, Фортран та ін.). В основний склад Octave включені пакети для інтеграції з мовою Java.
Ключовим нововведенням GNU Octave 3.8 є реалізація графічного інтерфейсу користувача, на додаток до раніше доступного інтерактивного командного рядка. Для запуску GNU Octave 3.8 в режимі GUI слід використовувати опцію --force-gui. За замовчуванням графічний інтерфейс активований у випуску 4.0.
Для виконання графічних команд і виведення графіків за замовчуванням задіяний OpenGL з набором віджетів FLTK (gnuplot застосовується як запасний варіант, у разі відсутності необхідних OpenGL-бібліотек). При виведенні на екран з використанням віджетів FLTK забезпечена можливість використання парсера TeX (наприклад, можна використовувати префікс \bf для виділення жирним, \fontname{Arial} для вибору шрифту тощо).